# أديلسون مينديز
أديلسون مينديز (بالبرتغالية: Edílson Mendes Guimarães‏) هو لاعب كرة قدم برازيلي في مركز ظهير ‏، ولد في 27 يوليو 1986 في نوفا إسبيرانسا في البرازيل. لعب مع أتلتيكو باراناينسي وأتلتيكو مينيرو وبوتافوغو ريغاتاس وغريميو بورتو أليغرينزي ونادي أفاي لكرة القدم ونادي بونتي بريتا ونادي جوينفيل ونادي فيتوريا ونادي فيرانوبوليس ونادي كورينثيانز.

## وصلات خارجية
- أديلسون مينديز على موقع الاتحاد الدولي (مؤرشف)  (الإنجليزية)
- أديلسون مينديز على موقع قاعدة بيانات كرة القدم.إي يو (الإنجليزية)
- أديلسون مينديز على موقع Soccerway.com (الإنجليزية)
- أديلسون مينديز على موقع عالم كرة القدم.نت (الإنجليزية)
- أديلسون مينديز على موقع AS.com (الإسبانية)